# Cras (Isère)
Pour les articles homonymes, voir Cras.
Cras est une commune française située dans le département de l'Isère en région Auvergne-Rhône-Alpes.
Historiquement rattachée à la province royale du Dauphiné, la commune est adhérente à la communauté de communes de Saint-Marcellin Vercors Isère Communauté depuis le 1er janvier 2017 et ses habitants sont dénommés les Cralins.

## Géographie

### Situation et description
Cras est un petit village de moins de 500 habitants, à vocation essentiellement rurale, situé dans le sud-est de la France, dans le département de l'Isère à environ 35 km de Grenoble.

### Communes limitrophes
| Quincieu | La Forteresse / Morette |          |
| Vatilieu | Cras                    | Poliénas |
|          | Chantesse               |          |

### Géologie
Le territoire communal s'étend sur la partie orientale du plateau de Chambaran, lequel est constitué d'une ossature en molasse miocène, recouverte en grande partie par un placage de terres argilo-limoneuses ou argilo-sableuses.

### Climat
Pour des articles plus généraux, voir Climat d'Auvergne-Rhône-Alpes et Climat de l'Isère.
En 2010, le climat de la commune est de type climat océanique altéré, selon une étude du Centre national de la recherche scientifique s'appuyant sur une série de données couvrant la période 1971-2000. En 2020, Météo-France publie une typologie des climats de la France métropolitaine dans laquelle la commune est exposée à un climat de montagne ou de marges de montagne et est dans la région climatique  Alpes du nord, caractérisée par une pluviométrie annuelle de 1 200 à 1 500 mm, irrégulièrement répartie en été. 
Pour la période 1971-2000, la température annuelle moyenne est de 11,6 °C, avec une amplitude thermique annuelle de 18,2 °C. Le cumul annuel moyen de précipitations est de 1 061 mm, avec 9,5 jours de précipitations en janvier et 6,7 jours en juillet. Pour la période 1991-2020, la température moyenne annuelle observée sur la station météorologique de Météo-France la plus proche, « Grenoble-Saint-Geoirs », sur la commune de Saint-Étienne-de-Saint-Geoirs à 11 km à vol d'oiseau, est de 11,5 °C et le cumul annuel moyen de précipitations est de 915,1 mm,. Pour l'avenir, les paramètres climatiques de la commune estimés pour 2050 selon différents scénarios d'émission de gaz à effet de serre sont consultables sur un site dédié publié par Météo-France en novembre 2022.

### Voies de communication et transport
Le territoire communal est traversé par les routes départementales 153 (RD153) et 201 (RD201).
Un bus scolaire permet aux écoliers du village de rejoindre l'école primaire située dans la commune voisine de Morette.
La gare ferroviaire la plus proche du village est la gare de Tullins-Fures.

## Urbanisme

### Typologie
Au 1er janvier 2024, Cras est catégorisée commune rurale à habitat dispersé, selon la nouvelle grille communale de densité à sept niveaux définie par l'Insee en 2022.
Elle est située hors unité urbaine. Par ailleurs la commune fait partie de l'aire d'attraction de Grenoble, dont elle est une commune de la couronne,. Cette aire, qui regroupe 204 communes, est catégorisée dans les aires de 700 000 habitants ou plus (hors Paris),.

### Occupation des sols
L'occupation des sols de la commune, telle qu'elle ressort de la base de données européenne d’occupation biophysique des sols Corine Land Cover (CLC), est marquée par l'importance des forêts et milieux semi-naturels (49,2 % en 2018), en augmentation par rapport à 1990 (46,6 %). La répartition détaillée en 2018 est la suivante : 
forêts (49,2 %), prairies (24,3 %), zones agricoles hétérogènes (12,7 %), cultures permanentes (8,3 %), zones urbanisées (5,4 %). L'évolution de l’occupation des sols de la commune et de ses infrastructures peut être observée sur les différentes représentations cartographiques du territoire : la carte de Cassini (XVIIIe siècle), la carte d'état-major (1820-1866) et les cartes ou photos aériennes de l'IGN pour la période actuelle (1950 à aujourd'hui).

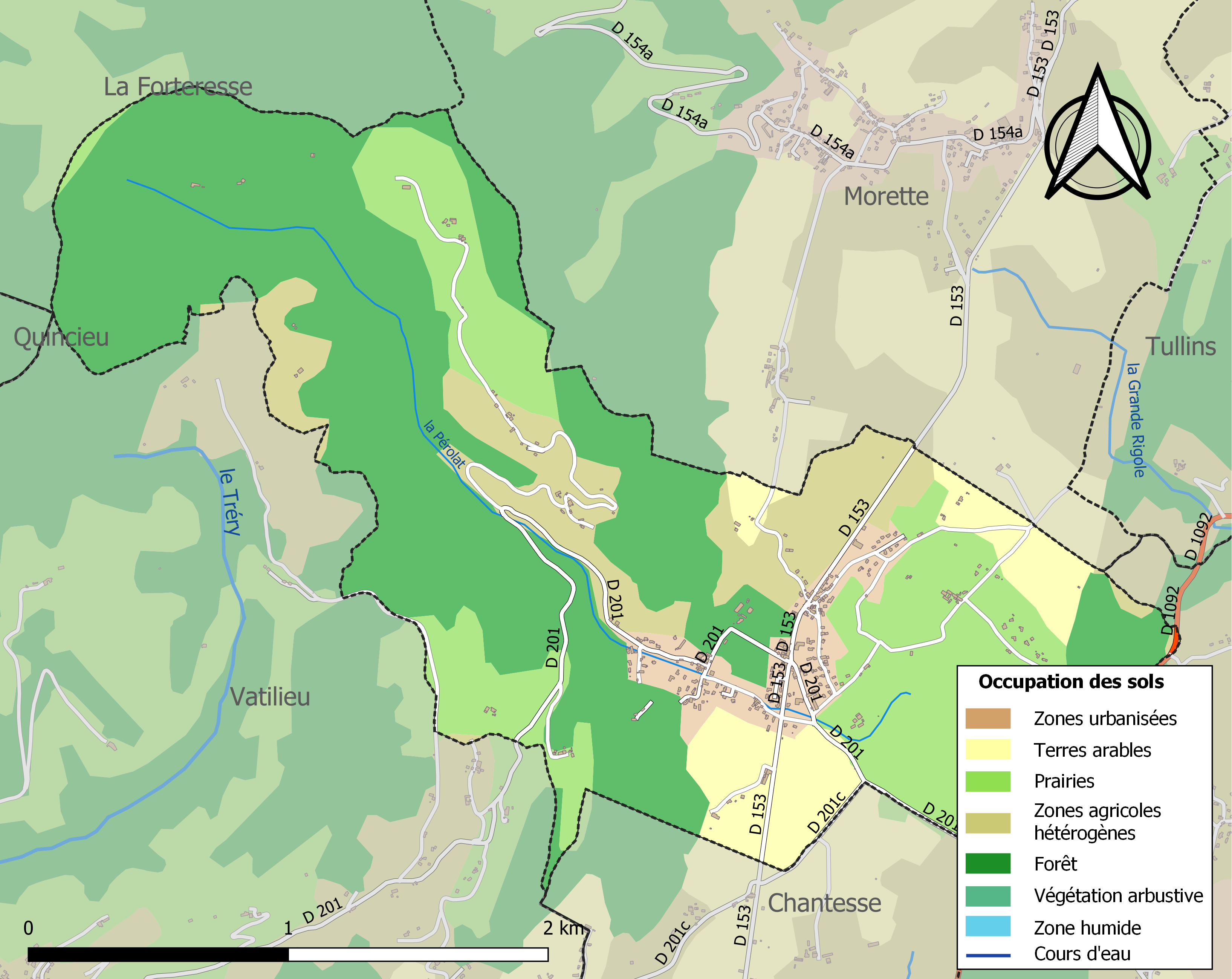
Carte des infrastructures et de l'occupation des sols de la commune en 2018 (CLC).

### Risques naturels et technologiques

#### Risques sismiques
La totalité du territoire de la commune de Cras est situé en zone de sismicité n°3, comme la plupart des communes de son secteur géographique, mais non loin de la zone n°4, située plus à l'est.
| Type de zone | Niveau            | Définitions (bâtiment à risque normal) |
| ------------ | ----------------- | -------------------------------------- |
| Zone 3       | Sismicité modérée | accélération = 1,1 m/s2                |

## Politique et administration

### Liste des maires
| Période                                  | Période    | Identité           | Étiquette | Qualité                     |
| ---------------------------------------- | ---------- | ------------------ | --------- | --------------------------- |
| avant 1981                               |            | Marcel Gaillard    |           |                             |
| mai 2001                                 | avril 2007 | René Mermet-Gerlat | ...       | ...                         |
| mai 2007                                 | En cours   | Nicole Di Maria    | DVG       | Retraitée Fonction publique |
| Les données manquantes sont à compléter. |            |                    |           |                             |

## Population et société

### Démographie
L'évolution du nombre d'habitants est connue à travers les recensements de la population effectués dans la commune depuis 1793. Pour les communes de moins de 10 000 habitants, une enquête de recensement portant sur toute la population est réalisée tous les cinq ans, les populations de référence des années intermédiaires étant quant à elles estimées par interpolation ou extrapolation. Pour la commune, le premier recensement exhaustif entrant dans le cadre du nouveau dispositif a été réalisé en 2008.

En 2022, la commune comptait 418 habitants, en évolution de −5,64 % par rapport à 2016 (Isère : +3,07 %, France hors Mayotte : +2,11 %).
| 1793 | 1800 | 1806 | 1821 | 1831 | 1836 | 1841 | 1846 | 1851 |
| ---- | ---- | ---- | ---- | ---- | ---- | ---- | ---- | ---- |
| 327  | 350  | 388  | 477  | 482  | 520  | 468  | 501  | 493  |

| 1856 | 1861 | 1866 | 1872 | 1876 | 1881 | 1886 | 1891 | 1896 |
| ---- | ---- | ---- | ---- | ---- | ---- | ---- | ---- | ---- |
| 460  | 444  | 439  | 411  | 394  | 362  | 354  | 335  | 345  |

| 1901 | 1906 | 1911 | 1921 | 1926 | 1931 | 1936 | 1946 | 1954 |
| ---- | ---- | ---- | ---- | ---- | ---- | ---- | ---- | ---- |
| 306  | 293  | 268  | 241  | 257  | 229  | 232  | 218  | 214  |

| 1962 | 1968 | 1975 | 1982 | 1990 | 1999 | 2006 | 2008 | 2013 |
| ---- | ---- | ---- | ---- | ---- | ---- | ---- | ---- | ---- |
| 229  | 210  | 208  | 206  | 223  | 325  | 408  | 432  | 458  |

| 2018 | 2022 | - | - | - | - | - | - | - |
| ---- | ---- | - | - | - | - | - | - | - |
| 433  | 418  | - | - | - | - | - | - | - |

### Enseignement
La commune est rattachée à l'académie de Grenoble.
L'enseignement maternelle et primaire est réparti sur la commune de Morette et de Cras. Ainsi, l'école maternelle René Mermet-Gerlat se trouve à Cras, l'école primaire de la grande section au CE1 se trouve à Morette avec une partie des CE2 et l'autre partie des CE2 ainsi que les CM1 et les CM2 se trouvent à Cras. L'école primaire du CE2 au CM2 est située dans le même bâtiment que la mairie.

### Médias
Historiquement, le quotidien à grand tirage Le Dauphiné libéré consacre, chaque jour, y compris le dimanche, dans son édition du Sud Grésivaudan, un ou plusieurs articles à l'actualité de la communauté de communes et du canton, ainsi que des informations sur les éventuelles manifestations locales, les travaux routiers, et autres événements divers à caractère local.
La commune est située sur l'aire de diffusion de radio Ici Isère, une radio publique qui émet sur tout le territoire du département de l'Isère.

## Économie
La communauté catholique et l'église de Cras (propriété de la commune) sont rattachées à la paroisse Saint-Joseph-des-deux-rives, elle-même rattachée au diocèse de Grenoble-Vienne.

## Culture locale et patrimoine

### Lieux et monuments
- Église paroissiale Saint-Christophe de style néo roman de Cras, du XIXe siècle[22].
- Chemin des Croix.
- Château de Cras, des XVIIe et XVIIIe siècles[22].
- Domaine du Colombier (anciennement de la Colombière), du XVIe siècle[22].

### Héraldique
|  | Cras (Isère) possède des armoiries dont l'origine et le blasonnement exact ne sont pas disponibles. |